# Пшезьдзецкий, Хенрик (епископ)
Хе́нрик Пшезьдзе́цкий герба Прус (пол. Henryk Przeździecki , 17 февраля 1873 года, Варшава, Царство Польское, Российская империя — 9 мая 1939 года, Ортель-Крулевски-Первши, Польша) — католический прелат, последний епископ епархии Янува-Подляского с 24 сентября 1918 года по 25 октября 1925 год, первый епископ Седльце с 24 сентября 1918 года по 9 мая 1939 год.

## Биография
22 декабря 1895 года Хенрик Пшезьдзецкий был рукоположен в священника, после чего служил в различных приходах варшавской архиепархии. C 1897 по 1901 год обучался в Императорской духовной академии в Санкт-Петербурге. C 1903 года преподавал в варшавской семинарии. Во время Первой мировой войны находился в Риме, где исполнял должность представителя польского епископата.
30 июня 1818 года Римский папа Бенедикт XV канонически восстановил епархию Янува-Подляского, которая прекратила своё существование 30 декабря 1889 года, после того как русский император Александр II запретил в 1867 году её деятельность. 24 сентября 1918 года Римский папа Бенедикт XV назначил Хенрика Пшезьдзецкого епископом Янува-Подляского. 17 ноября 1918 года состоялось рукоположение Хенрика Пшезьдзецкого в епископа, которое совершил варшавский архиепископ Александр Каковский в сослужении с вспомогательным архиепископом варшавской архиепархии и титулярным архиепископом Наколи Станиславом Казимежем Рушкевичем и вспомогательным епископом епархии Влоцлавека и титулярным епископом Аскалона Войцехом Станиславом Овчареком. 5 января 1919 в Януве-Подляском в соборе Святой Троицы состоялся ингресс Хенрика Пшезьдзецкого.
В 1919 году Хенрик Пшезьдзецкий основал в Януве-Подляском епархиальную Высшую духовную семинарию. В 1923 году он созвал епархиальный Синод, во время которого были установлены епархиальные правила, регулирующие деятельность епархии Янува-Подляского.
В 1924 году Римский папа Пий XI издал буллу «Pro recto et utili», которой упразднил епархию Янува-Подляского, преобразовав её в епархию Седльце и Хенрик Пшезьдзецкий стал её первым епископом.
Хенрик Пшезьдзецкий занимался активным прозелитизмом православных, проживавших на территории его епархии. В 1924 году он получил в Ватикане апостольскую инструкцию «Zelum Amplitudinis», которая позволяла ему заниматься обращением православных в католицизм. По инициативе Хенрика Пшезьдзецкого была основана так называемая неоунистская Церковь византийско-славянского обряда. Хенрик Пшезьдзецкий стал первым ординарием этой церкви. В 1938 году начал процесс беатификации Подляских мучеников.
Скончался 9 мая 1939 года в населённом пункте Ортель-Крулевский.